# 5th Street (métro de Los Angeles)
5th Street est une station du métro de Los Angeles desservie par les rames de la ligne A et située à Long Beach en Californie.

## Localisation
Station du métro de Los Angeles en surface, 5th Street est située sur la ligne A, à Long Beach, à une trentaine de kilomètres du centre-ville de Los Angeles. Elle est située à l'intersection de Long Beach Boulevard et de 5th Street à Long Beach.

## Histoire
5th Street a été mise en service le 1er septembre 1990 au moment de l'ouverture de la première ligne du métro de Los Angeles,. En 2014, afin d'améliorer le service initial proposé aux usagers de la ligne, elle est fermée durant un mois, comme trois autres stations du tronçon.

## Service

### Accueil

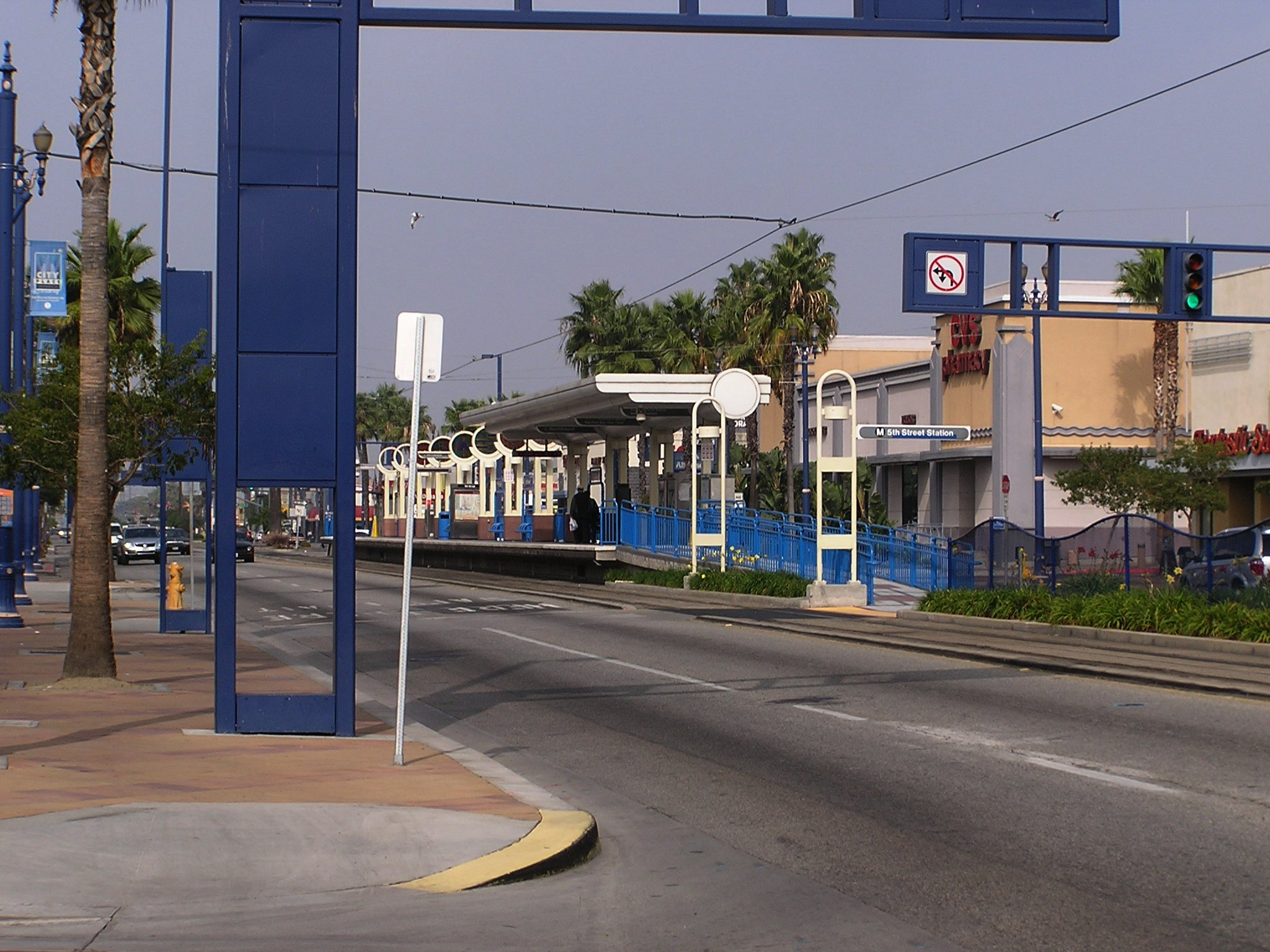
Vue de la station.
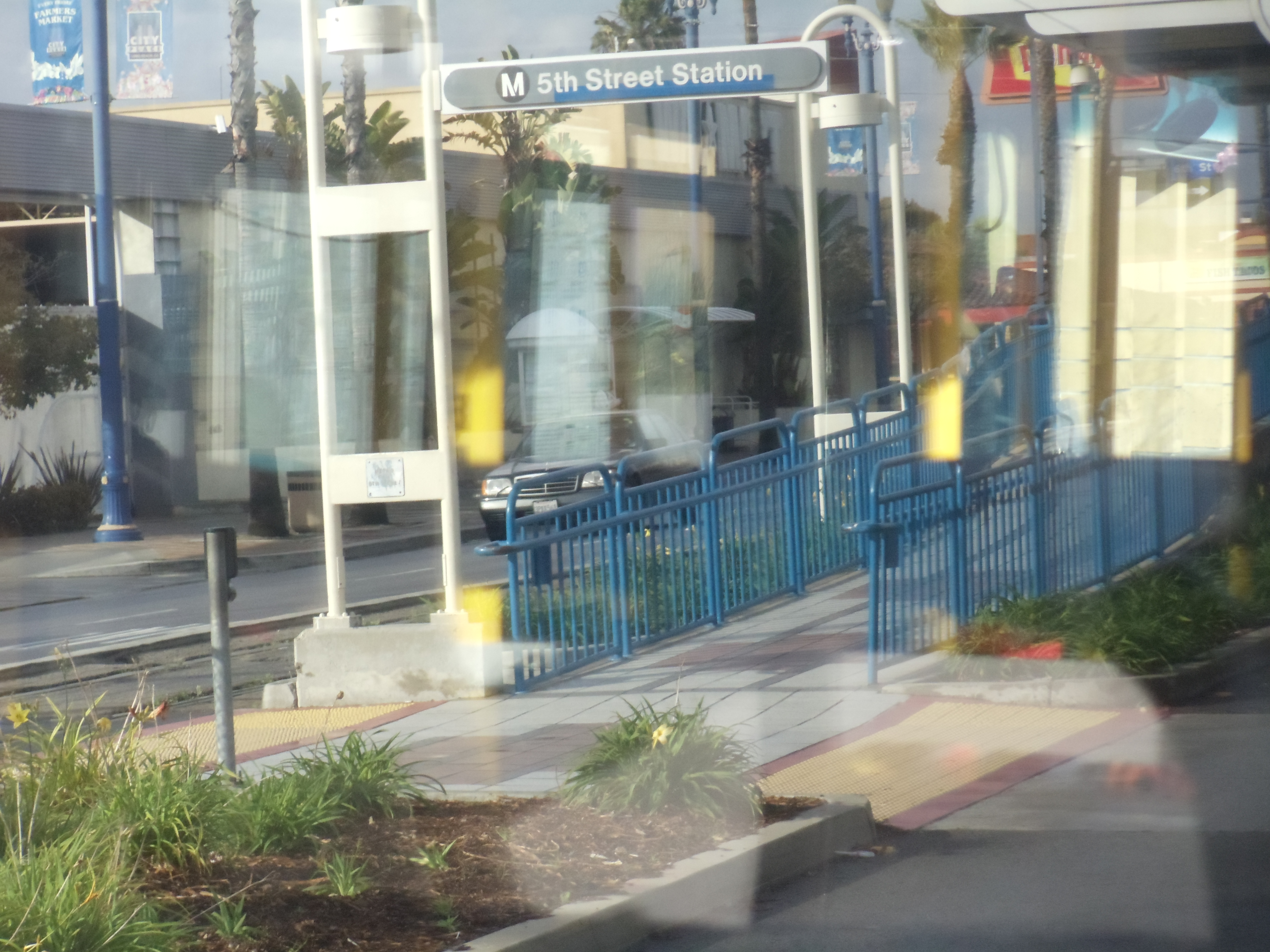
Signalétique.

### Desserte
5th Street est desservie par les rames de la ligne A du métro, uniquement à destination de Downtown Long Beach. Des trains y circulent de 5 heures du matin environ jusqu'à 1 heure le jour suivant.

### Intermodalité
La station permet principalement une correspondance avec les lignes d'autobus 60 et 232 de Metro ainsi qu'avec les lignes 1, 46, 51, 52, 91, 92, 93, 94 et 96 de Long Beach Transit (en). Située le long de Long Beach Boulevard, elle dessert l'International Elementary School et un centre commercial. Elle se trouve à environ deux kilomètres de l'aquarium du Pacifique.

## Architecture et œuvres d'art
La station 5th Street propose une œuvre d'art public sur son quai, comme sur l'ensemble des points d'arrêt du métro de Los Angeles. Cette œuvre, intitulée Failed Ideals et créée en 1995 par l'artiste Jim Isermann, consiste en six colonnes installées le long du quai unique, chacune étant surmontée d'un hublot vitré coloré. Isermann s'est inspiré de l'art local.
La station suivante, 1st Street, comprend une œuvre similaire installée par un autre artiste.